# Energiebilanz (Ökologie)
Energiebilanz, auch Energiehaushalt (engl. energy budget) genannt, ist in der Ökologie und Ökophysiologie die Bezeichnung für die bilanzmäßige Untersuchung und Darstellung der kontinuierlichen Energieumwandlungen. Sie ist damit auch ein Teilgebiet der Bioenergetik.

## Energiebilanz und Energiefluss
Energiebilanzen können für einen einzelnen Organismus oder eine Population gemessen werden. Während bei grünen Pflanzen die für Stoffwechsel und Wachstum benötigte Energie in Form von Strahlungsenergie aufgenommen wird, wird sie bei Tieren als organisch gebundene Energie im Rahmen der Nahrungsaufnahme gewonnen. Die Energieabgabe erfolgt in beiden Fällen über Wachstum, Nachkommenproduktion, sekretorische Funktionen und weitere Energie benötigende Prozesse.
Die Weitergabe der in den Organismen gespeicherten Energie im Ökosystem entlang einer Nahrungskette oder innerhalb eines Nahrungsnetzes wird als Energiefluss bezeichnet.

## Konzeptioneller Ansatz
Energiebilanzen sind für bestimmte Zeitspannen definiert, z. B. für eine Sekunde, einen Tag oder ein Jahr oder auch über die gesamte Lebenszeit des Individuums. Statt von einer Energiebilanz sollte man korrekter von Leistungsbilanz sprechen (Leistung = Energie pro Zeitspanne). Allerdings hat sich der Begriff der Leistungsbilanz in diesem Kontext nicht durchgesetzt, wohl um die Verwechslung mit den analogen Begriffen in der Energietechnik bzw. Volkswirtschaftslehre zu umgehen.
Die verwendeten energetischen Einheiten sind diejenigen der physikalischen Energie (oder Arbeit) bzw. Leistung, also z. B. [J] (Joule) oder [kJ] für Energiebilanzen und z. B. [J/s] (= Watt) oder [kJ/d] für Leistungsbilanzen (auch Raten genannt).
Eine vereinfachte Energie- oder Leistungsbilanz für Mensch und Tier kann wie folgt dargestellt werden:
- C = A + E
- A = P + R

Hierbei gilt:
- C = Konsumptionsrate (= Ingestionsrate, Fressrate)
- A = Assimilationsrate (= Absorptionsrate im Darmsystem)
- P = Produktionsrate (= Wachstumsrate der Gewebe und Produktionsrate von Eiern oder Embryos)
- R = Respirationsrate (= Atmungsrate)
- E = Egestionsrate (= Defäkationsrate und Exkretionsrate)

Hinzu kommen gegebenenfalls je nach Tiergruppe noch weitere Messgrößen, wie die an die Umwelt abgegebenen Energiegehalte, die durch Häutungen (z. B. bei Insekten und Schlangen) verloren gehen. Bei vielen Tieren kann man auch Defäkation und Exkretion nicht ohne weiteres messtechnisch unterscheiden, da die beiden Bestandteile vermischt abgegeben werden (Vögel, Insekten).

## Messmethoden und Beispielsgröße
In der Praxis werden vielfach nicht direkt Energieeinheiten gemessen, sondern leichter bestimmbare Größen, wie Frischmasse (= Frischgewicht, Nassgewicht), Trockenmasse, aschefreie Trockenmasse und Masse des organisch gebundenen Kohlenstoffs. Insbesondere die Masse des organischen Kohlenstoffs in der Nahrung, im Gewebe oder in den Ausscheidungsprodukten, der mittels einer Verbrennungsapparatur (Kalorimeter) oder durch eine chemische Oxidationsreaktion leicht gemessen werden kann, ist gut mit dem Energiegehalt der betreffenden Probe korreliert, so dass er eine geeignete Ersatzgröße darstellt. Die Atmungsrate wird üblicherweise aus dem verbrauchten Sauerstoff oder dem produzierten Kohlendioxid abgeschätzt. Messungen an Tieren und Pflanzen werden experimentell oder in kombiniert experimentell-freilandanalytischen Analysen durchgeführt.
Beispiel: Ein Mensch nimmt mit der Nahrung pro Tag eine Energie von 8.000 – 10.000 kJ auf, die allerdings stark schwanken kann. In den obigen Formeln entspricht dies der Konsumptionsrate C. Sie ermöglicht eine Stoffwechselleistung von 100 W. Temporär kann diese Größe erheblich ansteigen, z. B. auf über 200 W bei mittelschnellem Gehen oder beim Ziehen eines leichten Wagens und kurzfristig auf über 1000 W bei maximaler Körperanstrengung. Diese hohe Energiemenge wird in Form der geleisteten mechanischen Arbeit durch die Skelettmuskulatur, die Kreislaufmuskulatur und die Atembewegungen verausgabt, ferner durch die zellulären Aufwendungen für Osmoregulation und molekulare Transportprozesse. Bei allen diesen Aktivitäten wird automatisch auch immer Wärmeenergie freigesetzt, die eine Begleiterscheinung aller Energiewandelprozesse ist. Die Summe der geleisteten mechanischen, zellulären und thermischen Energie wird methodisch als Respirationsenergie R erfasst; eine Einzelaufschlüsselung der einzelnen Energiekomponenten ist vielfach schwierig.

## Ökologische Bedeutung
Die Messung von Energiebilanzen erlaubt grundsätzliche Einsichten in die Energieflüsse im Ökosystem und damit in das Verständnis seines Energie- und auch Stoffhaushaltes. Auch im Rahmen der Verhaltens- und Evolutionsbiologie bilden Energiebilanzen wichtige Grundlagen für die Theorienbildung, da jeder Organismus seine Energieaufnahme gleichsam entweder in mehr Wachstum oder Fortpflanzung oder Bewegungsaktivität usw. zu Lasten der jeweils anderen energiebedürftigen Aktivitäten stecken kann. Hier haben sich in der Evolution unterschiedliche Strategien ausgebildet: Räuberisch lebende Säugetiere und Vögel verbrauchen verhältnismäßig viel Energie für ihren Beutefang, während Krokodile durch das Prinzip des Auflauerns mit vergleichsweise geringerem Energieaufwand auskommen und dadurch auch längere Hungerphasen ertragen können.
Erkenntnisse über Energiebilanzen und ihre Optimierung bilden auch die theoretische Grundlage der Produktionsberechnung in der Landwirtschaft, Viehwirtschaft und Aquakultur. Sie bilden ferner wichtige Grundlagen für die Kalkulation irdischer Stoffbilanzen. So geben Rinder gut 6 % ihrer über die Nahrung aufgenommenen Energie (rund 300 Liter pro Tag) in Form von Methan wieder über die Atemluft ab, was nicht nur die Energiebilanz dieser Wiederkäuer belastet, sondern auch den irdischen Treibhauseffekt beeinflusst.
Die Energiebilanz ganzer Ökosysteme wird als Energiefluss bezeichnet und berechnet. Energiebilanzen und Energieflüsse sind eng mit den Stoffbilanzen gekoppelt (siehe hierzu auch Stoff- und Energiewechsel).

## Geschichte
Die theoretischen Vorarbeiten gehen auf Arbeiten von L. von Bertalanffy, G.G. Winberg und andere zurück. S. Brody, M. Kleiber und weitere fokussierten stark auf Untersuchungen an Haustieren. Erste detaillierte empirische Bilanzen freilebender Tierarten wurden an Süßwasserorganismen erarbeitet, so an Daphnien als Bilanzen auf Individuenebene ab 1958 und an  Süßwasserschnecken der Gattungen Ferrissia und Ancylus als Bilanzen auf Individuen- und Populationsebene ab 1971. Ab etwa 1980 wurden vermehrt molekulare Aspekte biologischer Energieflüsse im Rahmen der Bioenergetik untersucht.